# بدر عبدالمحسن المخیزیم
بدر عبدالمحسن المخیزیم (انگلیسی: Bader Abdul Mohsen Al Mukhaizeem) (زاده ۱۹۵۹) کارآفرین، بانکدار و مدیر ارشد اجرایی کویتی است، که در حال حاضر به‌عنوان رئیس هیئت مدیره مجلس بودجه کویت فعالیت می‌نماید. این بانک هم‌اکنون بزرگترین بانک و شرکت سرمایه‌گذاری در کشور کویت بشمار می‌آید.